# Thomas Warburton
Thomas Henry Warburton (ur. 4 marca 1918 w Vaasa, zm. 18 grudnia 2016 w Helsinkach) – fiński szwedzkojęzyczny poeta, historyk literatury i tłumacz.

## Życiorys
Po ukończeniu szkoły studiował na Wydziale Nauk Rolniczych Uniwersytetu w Helsinkach. Zaczął tworzyć podczas II wojny światowej, debiutował w 1941. Pracował w redakcji wydawnictwa Holgera Schildta od 1942 do 1981. Tworzył wiersze z akcentami krytyki społecznej, m.in. Du människa (Człowieku!, 1942), Kort parlör (Lakoniczny mówca, 1966). Napisał pracę Femtio år finlandssvensk litteratur 1898–1948 (Pięćdziesiąt lat literatury fińsko-szwedzkiej, 1951), wykazującą intelektualną wyższość literatury fińskojęzycznej nad fińsko-szwedzką. Tłumaczył na szwedzki anglosaskich pisarzy (m.in. Faulknera, Mastersa, Szekspira, Joyce’a i Orwella) oraz szwedzkich pisarzy na angielski. Przez wiele lat był recenzentem literackim i teatralnym, 1949-1976 był członkiem rady redakcyjnej pisma Nya Argus, w którym w latach 50. był sekretarzem redakcji. W 1957 otrzymał Nagrodę Akademii Szwedzkiej za Przekład